# Шелби (округ, Техас)
Округ Шелби (англ. Shelby County) расположен в США, штате Техас. На 2000 год численность населения составляла 25 224 человек. По оценке бюро переписи населения США в 2009 году население округа составляло 26 812 человек. Окружным центром является город Сентер.

## История
Округ Шелби был сформирован в 1836 году.

## География
По данными Бюро переписи населения США, площадь округа Шелби составляет 2056 км².

### Соседние округа
- Панола  (север)
- Де-Сото, Луизиана  (северо-восток)
- Сабин, Луизиана  (восток)
- Сабин  (юг)
- Сан-Огастин  (юг)
- Накодочес  (юго-запад)
- Раск  (северо-запад)

## Демография
По данным переписи населения 2000 года в округе проживало 25 224 жителей. Среди них 27,1 % составляли дети до 18 лет, 15,1 % люди возрастом более 65 лет. 51,2 % населения составляли женщины.
Национальный состав был следующим: 79,0 % белых, 18,0 % афроамериканцев, 0,5 % представителей коренных народов, 0,3 % азиатов, 16,7 % латиноамериканцев. 1,4 % населения являлись представителями двух или более рас.
Средний доход на душу населения в округе составлял $15186. 23,5 % населения имело доход ниже прожиточного минимума. Средний доход на домохозяйство составлял $35154.
Также 68,9 % взрослого населения имело законченное среднее образование, а 12,2 % имело высшее образование.